# Харьковский институт труда
Харьковский институт труда (Всеукраинский институт труда) — научно-исследовательское учреждение, действовавшее в Харькове в 1921 – 1930 гг. Проводил пионерские исследования в области исследования психологии интеллекта, применения математико-статистических методов и вычислительных машин для обработки статистической информации, организации промышленного и сельскохозяйственного производства, оптимизации рабочих и управленческих процессов в коммерческих и государственных организациях. Один из ведущих центров движения за научную органзиацию труда (НОТ) в раннем СССР.

## История
Харьковский институт труда (ХИТ) был образован постановлением СНК УССР «Об учреждении Института научного изучения труда» в 1921 г. по инициативе небольшого кружка энтузиастов, ведущую роль среди которых играли Ф. Р. Дунаевский, М. Ю. Сыркин, А. Ю. Лапин. В советской прессе и публицистике 1920-х гг. институт рассматривался как один из центров движения за Научную организацию труда (НОТ). Создатели института были вдохновлены идеями усовершенствовать организацию народного труда и повысить производительность хозяйства «в 10 раз против довоенной и в 30 раз против нынешней». Институт мыслился как организационная площадка, куда будут привлечены «научные силы» и где для заинтересованных специалистов будут созданы условия для результативной исследовательской работы.
Поначалу институт действовал как общественная инициатива, получая финансирование от Южбюро ВЦСПС. Располагался институт в здании по адресу Госпитальный пер., 3. Первоначальные ассигнования позволили институту получить большое количество новейшей зарубежной литературы и создать крупную библиотеку с изданиями по организации производства и управления, современным математико-статистическим методам, психологии труда и теории интеллекта. К 1924 г. в библиотеке института было 6718 изданий и была сформирована научная картотека.
В 1922 г. деятельность института переживает определённую паузу в связи с передачей его в ведение Наркомпроса УССР и недостатком финансирования.
В 1923 г. институт провёл конкурс на замещение вакансий научных сотрудников — исследователей. При этом использовались как стандартные тесты интеллекта, так и собственные разработки института для оценки творческих способностей соискателей. Среди десяти конкурсантов, зачисленных в штат института, был Е. Г. Либерман.
В 1924 г. институту удалось получить финансирование для закупки современной техники — счётно-аналитических машин «пауэрс». Была создана и оснащена вычислительная станция, обслуживавшая лаборатории института. Это дало возможность обрабатывать массовые статистические данные, в тои числе материалы массовых тестирований интеллекта, первичные материалы обследования производственных и финансовых учреждений.
В середине 1920-х гг. институт выдвигает ряд проектов, направленных на реформирование народного образования в Украине, реорганизацию налогового учёта, создание основанных на тракторной технике эффективных сельскохозяйственных предприятий, организацию основанных на новаторских формах производственного учёта хозрасчётных схем на промышленных предприятиях. Предложения не встречают поддержки со стороны советских организаций. Часть из них оценивается как политически неприемлемые. Часть встречает сопротивление заинтересованных в прежнем положении дел групп или наоборот, не находит понимания у ориентированного на устоявшиеся схемы работы руководства. Длительное противостояние, в ходе которого институт пытался опереться на поддержку НК РКИ, в большинстве случаев не имело позитивного исхода. Ключевые предложения института не были реализованы.
В 1930 г., в ходе разгрома движения НОТ, советские власти реорганизуют институт. Он был преобразован во Всеукраинский институт рационализации управления, часть института была присоединена к Институту патологии и гигиены труда. Руководство института было смещено, ключевые сотрудники покинули новосозданные организации.

## Структура
На протяжении своей деятельности институт сохранял начала самоуправления. Руководил институтом президиум, возглавлявшийся на протяжении существования института Ф.Р. Дунаевским. В структуре института действовали библиотека, научная картотека, машиносчётная станция, лаборатории психодинамики (руководитель М.Ю. Сыркин) и организационного анализа (руководитель Е.Г. Либерман). Отделы секции создавались по направлениям исследований.

## Исследовательские работы

### Обследование условий труда промышленных предприятий Харькова
Программ обследования условий труда и выработки промышленных предприятий Харькова была разработана в 1921 г. в интересах Южбюро ВЦСПС, с которым институт сотрудничал в то время. Институт пытался привлечь к работе харьковских профессионалов, инженеров и учёных. Изучались проведенные на заводах ХПЗ и ВЭК инженерами Капеллером и Сахаровым опыты по научной организации труда. С УСНХ и ХСНХ был согласован проект создания под руководством проф. Свищёва и инженера Котельникова опытного завода. Институт настойчиво пытался привлечь к сотрудничеству остатки Медицинского общества, Общества грамотности, Ассоциации инженеров, а также специалистов Наркомпроса, ВСНХ, Южбюро ВЦСПС. Проводились консультации о привлечении в Харьков специалистов-психологов из Москвы. На заводах ХПЗ, "Серп и Молот", Электросила в цехах по горячей обработке металла были подвергнуто медико-антропологическому исследованию более 1300 рабочих. В литейных цехах были охвачены до 80% литейщиков города. Была составлена санитарно-гигиеническая характеристика профессий литейного дела, было сделано детальное писание процесса работы для каждой профессии. Данные подверглись статистической обработке. Был предложен ряд мер по охране труда и составлены профессиографические характеристики, которые должны были послужить основой для новых методик профессионального отбора рабочих.

### Психодинамика (исследование одарённости)
Работы в направлении исследования одарённости и интеллекта развёртывались, видимо, в интересах Наркомпроса УССР, в ведение которого институт был передан в 1922 г. Работы велись под руководством М.Ю. Сыркина и были ориентированы на зарубежные научные центры и современную методологию. Получение счётно-вычислительной техники дало возможность проводить и обрабатывать результаты массового психологического тестирования. Тестированию подверглись рабфаковцы, учащиеся вузов и школ Харькова. По распоряжению М.В. Фрунзе в программу исследований были включены красноармейцы и курсанты. В 1925 г. тестированием были охвачены 15 тыс. человек.
Полученные данные показывали неоднородность в распределении интеллекта (IQ) в исследовавшихся группах. Было выявлено, что дети “пролетарского” происхождения в некоторых видах тестов показывали сравнительно худшие результаты.
Основываясь на результатах исследований, Институт предложил проект так называемого “учебного выдвижения”. Предлагалось проводить общее тестирование интеллектуального развития учащихся начальных школ, и квотировать места для наиболее успешных в учебных заведениях более высоких уровней. Непосредственный экономический эффект, основанный на отказе от неэффективных усилий по обучению малоспособных оценивался в миллионы рублей. Ещё большую пользу, по соображениям исследователей, общество могло получить от быстрого продвижения интеллектуально одарённых учащихся.
Этот проект вызвал резкие возражения со стороны Н.К. Крупской. Фактически, он входил в противоречие со всей сформировавшейся тогда системой социальных лифтов в раннем СССР, где преимущество давалось людям “пролетарского” происхождения, а выдвижение осуществлялось по партийно-комсомольской линии.

### Организационный анализ
С 1922 г. исследователи института активно разрабатывали метод организационного анализа с помощью так называемых функциографических схем. На них наглядно отображались пути, связи, затрачиваемое время и загруженность звеньев операционных цепей различных организаций.
На практике, были исследованы деятельность Харьковской биржи труда, Губфинотдела, харьковских кооперативов Вукоопспилки (ВУКС), ХРЦ и “Ларёк”. Проводился хронометрах, выявлялись “узкие места” в организации работы исследуемых организаций, излишние и дублирующие формы документации, лишние операции и должности. Составлялись нормальные оперграммы деятельности предприятий. Институтом разрабатывались и предлагались заказчикам обновлённые схемы производственных процессов. Например, В Губфинотделе предлагалось сократить количество инстанций прохождения документов с 5-ти до 2-х, 3 формы документов – одной. Эксперимент в мае – августе 1924 г. показал, что по новой схеме работы очереди полностью устранялись, процесс приёмки документов ускорялся в 4 раза при той же численности занятого персонала.
Заказ на обследование кооперативов был призван ответить почему клиенты стали отказываться от их услуг, переходя к некооперированным продавцам-“частникам”. Проведенный хронометраж показал, что только 10 – 15% времени, уходившего на исполнение заказа затрачивалось продуктивно – на отборку и упаковку товара, расчёт и документирование; остальные же 75% времени или 30 часов уходили на “ожидание до и после операции”, т.е. терялось в ходе прохождения формально-контрольных инстанций. Разработанный специалистами института в июне 1924 г. проект “рационализации” работы ВУКСа сокращал количество инстанций с 28 до 9, из них обязательных для клиента 6, число документов с 16 до 6, число операторов с 20 до 8. Время выполнения заявки сокращалось в 7 – 8 раз. Проект включал нормальную операграмму, формы документов и инструкции. В ВУКСе проект института встретил “чрезвычайно враждебное отношение со стороны ответственных работников ВУКСа и очень сочувственно был принят непосредственными техническими исполнителями работы”. В итоге, правлением было принято решение о его полной реализации, но от участия в ней ХИТ был устранён.
Проект по исследованию оборота товаров в розничных сетях харьковских кооперативов ХЦРК и “Ларёк” (45 и 40 розничных магазинов снабжаемых с центрального склада) был комплексным и включал рационализацию техники ведения складского учёта (замену цельной фактуры формой с отрывными талонами, перевод с книжной системы на карточную, принцип дифференциального учёта отпуска товаров по типам покупателей), проект нормирования запасов, образцы необходимых документов, инструкций и штатов. Были сделаны два варианта проекта, один из которых предусматривал использование счётно-статистических машин “пауэрс”. Применение новой системы учёта значительно уменьшало объём товарного капитала в обороте при более эффективной регулировке его ассортимента в сети. Механизация учёта делала его ещё более точным, и удешевляла почти вдвое.

### Реорганизация налогового учёта
В 1925 г. группой Е. Г. Либермана был предложен крупный проект по реорганизации учёта налогов в УССР и перевода его на механизированную основу. Упрощённые формы учёта индивидуальных уплат, со всеми признаками времени и места платежа, категории плательщика, вида налогов, и размера платежа должны были передавать на центральную станцию НКФ и здесь механическим способом инкартироваться и подвергаться сортировке в порядке любых требуемых группировок, подсчитываться, распечатываться в ведомостях и таблицах фискального, статистико-бюджетного и кассового бухгалтерского учёта. Решалась проблема оперативности и точности учёта. Низовые финансовые органы (кассы и финотделы) освобождались от трудоёмкой первичной обработки и от необходимости вести налоговую отчётность. Контингент касс-инкассаторов налога расширялся за счёт касс почтовых, банковских и сберегательных. Квалифицированный персонал налоговых органов освобождался от несвойственных им кассовых и банковских функций. НКФ получал возможность оперативного статистического анализа налоговых поступлений с невозможной при ранее заведомом порядке глубиной. Проект был рентабельным; его реализация окупала себя уже в первый год работы. По сути, проект адаптировал аналогичную систему налогового учёта, действовавшую в Британии, Бельгии и вводимую в Германии.
В октябре 1925 г. Е. Г. Либерман и заведующий Организационным отделом НКФ УССР Любимов были командированы в Москву для защиты проекта. По итогам прений было признано, что осуществление проекта представляет большой интерес, а спорные вопросы могут быть решены только опытом. Однако, реализован проект не был – при очередном сокращении импортного плана под него попали средства, ассигнованные на закупку машиносчётного оборудования.

### Машинизированный учёт
В 1925 г. группой Е.Г. Либермана были начаты работы по оптимальной организации и механизации учёта на промышленных предприятиях. Из-за “валютных затруднений” были сорваны рентабельные проекты механизации учёта на металлургических предприятиях Днепропетровска и на шахте “Американка”. Работы на харьковском заводе сельскохозяйственного машиностроения “Серп и молот” (заводы фирм Гельферих-Саде и Мельгозе до их национализации) был более продолжительным.
Руководству “Серпа и молота” был предложен проект организации заводского учёта. Предполагалось, что он не только будет менее трудоёмким и эффективным, но и даст аналитические возможности для анализа производства и его дальнейшей рационализации. В 1925 г. на предприятии была создана первая в СССР машиносчётная станция, где обрабатывались массовые материалы заводского учёта.
В 1927 г. Е.Г. Либерман предложил обновлённую систему нормативного производственного учёта, по-видимому, бывшую адаптированной версией системы Standard costing Дж. Ч. Харрисона. В предложении Либермана система нормативного учёта была соединена с хозяйственным расчётом подразделений завода. Подразделения завода должны были иметь собственный баланс и получать материальное поощрение в случае, если реальные производственные издержки были меньше нормативных.
Реализация проекта также встретила трудности. Руководство завода не проявляло заинтересованности в проекте и не успевало с освоением выделяемых в рамках политики индустриализации инвестиций. Проблемой была постановка первичного учёта, упиравшаяся в чрезвычайно низкую культуру производства и управления, а также в преобладание низкоквалифицированного и малооплачиваемого труда. Попытки давления на предприятие со стороны НК РКИ УССР не приводили к успеху.

### Индустриальное полеводство
Проект реализовывался под руководством Ф.Р. Дунаевского. Его основная идея заключалась в организационной перестройке сельского хозяйства юга Украины на основе квалифицированного труда и новой техники для достижения максимального экономического эффекта.
На находившихся в государственной собственности земельных массивах юга Украины предлагалось создать крупные ориентированные на выращивание зерновых государственные предприятия. Их основой должны были послужить тракторные станции. Использование тракторной техники на больших земельных массивах требовало сочетания новой техники с квалифицированным трудом трактористов и механиков и с рациональными севооборотами. По проведенным подсчётам, в таких хозяйствах резко снижались трудоёмкость и производственные затраты, этапно возрастала урожайность. Согласно расчётам, оптимальным было хозяйство, использующее 5 тракторных отрядов по 10 упряжек и обрабатывающее 7500 десятин силами 100 занятых рабочих. Организация такого хозяйства требовала 500 тыс. рублей капиталовложений. Даже без радикального усовершенствования агрокультуры, тракторные хозяйства обладали высокими показателями товарности и рентабельности при на порядок (в 43 раза) большей производительности труда.
Предложения Ф. Дунаевского полностью соответствовали практике “Форда сельского хозяйства”, "зернового короля" Т. Кэмпбела, создавшего в 1922 г. аналогичное хозяйство в штате Монтана (США). Характеристики хозяйства Campbell Farming Corporation упоминаются в работах Дунаевского.
Экономический эффект предполагался на уровне отдельных хозяйств и в масштабах экономики страны в целом. Массы зерна, дополнительно полученные хозяйствами, существенно увеличили бы зерновой фонд страны. Устранялась угроза голода, возрастали экспортные возможности. Механизированные хозяйства Дунаевского предполагали использование наёмного труда трактористов, механиков и агрономов. Предполагалось, что это изменит всю структуру сельскохозяйственного производства – центральной фигурой зернового хозяйства становился бы высокооплачиваемый наёмный специалист, традиционные крестьянские хозяйства переходили бы к не-зерновой специализации и также повышали свои доходы на высокорентабельных культурах.
Проект реализован не был. В ходе коллективизации специалисты ХИТ были привлечены Зернотрестом для постановки в совхозах аналитического учёта. Результаты ограничились малозначительными предложениями. Например, был сконструирован оригинальный автоматический керосинометр для трактора.